# Wikingerzeitliche Silberhorte
Wikingerzeitliche Silberhorte bestehen meistens aus Barren, Hacksilber, fragmentiertem Schmuck und Silbermünzen, deponiert während der Wikingerzeit zwischen 800 und 1150 n. Chr. Es gibt Hunderte dieser Horte im Vereinigten Königreich, auf der Isle of Man auch in späterer Zeit, in Irland und in West- und Nordeuropa (Wikingerzeitliche Münzen aus Funden im Ostseeraum).
Angehäuft durch Handel, Plünderung, Lösegeld- und Tributzahlungen geben die Horte einen Einblick in die Wikingerwirtschaft, in die Münzprägung und die Silbermetallurgie dieser Zeit. Ab 995 n. Chr., als der Wikinger König Olof Skötkonung zum Christentum konvertierte, belegen die schwedischen Horte auch die Ausbreitung des Christentums in der Region, begleitet durch das Verschwinden arabischer Münzen, die zuvor die Mehrzahl in Schwedischen Horten ausmachten. Archäologen sind vorwiegend an diesen Münzen interessiert, weil ihre Ikonographie aufzeigt, was zu dieser Zeit von Bedeutung war.
Die Horte in den verschiedenen Regionen des Wikingergebietes enthalten Münzen aus europäischen und vorderasiatisch/islamischen Münzstätten. Oft sind die Münzen in Stücke geschnitten, oder zeigen Anzeichen dafür, dass sie mit einem Messer „gepickt“ wurden, um ihre Qualität zu prüfen.
Die Münzen in den Horten könnte entweder durch den Geldwert oder durch das Gewicht des Silbers bewertet werden. Susan Kruse hat argumentiert, dass Münzehorte dort verbreitet sind, wo die Regierung stark genug war, z. B. im späten angelsächsischen England, eine robuste Währung zu unterstützen.

## Irland
Wikingerzeitliches Silber kommt in Irland entweder als Einzelfund oder als Hort mit Münzen, Schmuck, Barren und Hacksilber vor. Es gibt 107 Horte (51 münzlose und 56 Münzhorte) und 150 Einzelfunden der frühen Wikingerzeit. Es scheint als ob es zwei verschiedene Hortarten waren. Die verzierten Objekte in den Horten umfassen Arm- und Fingerringe (Cushalogurt Hort) und Torques. Silberne Fibeln wurden auch gefunden. Es gibt in Irland zwei Konzentrationen. Die erste umfasst fünf Horte im Lough Ree Bereich des Shannon. Der größte bekannte Goldhort aus der Wikingerzeit mit einem Gewicht von 10 kg stammt von Heir Island (auch Hare-Island) im County Cork.

## Weitere Hortfunde in Europa
- Delfzijl und Westerklief (Niederlande)
- Glenfaba-Hort auf der Isle of Man
- Silberfund von Gut Farve (Deutschland)
- Bossall-Flaxton Hort, Cloghermore, Cuerdalus Hort, Cushalogurt, Galloway Horrt, Goldsborough Hort,  Huxley Hort, Penrith Hort, Silverdale Hort, Trewhiddle und Waltington Hort (England)
- Herringe, Hornelund, Kalmergården, Terslev, Vester Vedsted (Dänemark)
- Schatz von Hoen (Norwegen),
- Silberhort von Fyrunga, Silberhort von Träby (Schweden)
- mehr als 700 Horte auf Gotland (Ocksarve, Spillings, Stale) und Öland
- Ashdon, Burray, Harrogate, Stamford, und Hortfunde der Wikingerzeit auf Orkney wie der Skaill-Hort im Vereinigten Königreich.

In Wikingerhorten identifizierte Münzstätten sind:
- Haithabu, Lund und Ribe (Dänemark),
- Aquitaine, Le Mans, Le Talou und Rouen (Frankreich),
- Lewes, London und York (UK).

## Neuere Wikingerhorte
Einer der jüngeren Funde war der 2007 in Yorkshire entdeckte Depotfund von Harrogate. Der Ainsbrook Hoard und der Bedale Hoard wurden 2003 bzw. 2012 in North Yorkshire gefunden.
2015 wurden in Herefordshire die Wikingerhorte von Leominster und Eye entdeckt. Der Silberhort von Täby wurde 2022 bei Stockholm gefunden.

## Hortfunde aus späterer Zeit
2.528 Silbermünzen wurden 2019 im Chew Valley (der zweitgrößte Fund normannischer Münzen in Großbritannien) in Somerset gefunden. Der Hort enthält 1.236 Münzen von Harold II., dem letzten angelsächsischen König von England und 1.310 Münzen von William I. sowie mehrere Münzfragmente. 1.061 Silbermünzen wurden 2020 in Lindsey, in Suffolk gefunden.